# عاطف الطراونة
عاطف يوسف صالح الطراونة (1 يناير 1954 -) سياسي وبرلماني أردني من مواليد الكرك. شغل منصب الرئيس في مجلس النواب الأردني الثامن عشر و‌السابع عشر، وهو عضو في المجلس منذ المجلس النيابي الرابع عشر عام 2003.

## حياته الشخصية
ولد الطراونة في محافظة الكرك جنوب الأردن سنة 1954. حصل على شهادة البكالوريوس في الهندسة المدنية من إحدى الجامعات اليونانية، ثم انتقل للعمل بالسعودية ثم إلى الأردن ليعمل كمدير لشركات هندسة مختلفة في عدة بلديات. كما أصبح رئيساً لشركة الضامنون العرب للتأمين، ورئيساً لنادي ذات راس الرياضي.

## حياته السياسية
أصبح الطراونة لأول مرة عضواً في مجلس النواب الأردني الرابع عشر بعد فوزه بانتخابات سنة 2003، ثم ترشح لجميع الانتخابات التي تلتها وفاز بها في السنوات 2007، 2010، 2013. أصبح رئيساً لمجلس النواب الأردني أربع مرات وذلك منذ الدورة العادية الأولى لمجلس النواب الـ17 في 3 مناسبات، وكذلك عاد وفاز بالدورة العادية الأولى لمجلس النواب الـ18 ولمدة سنتين هذه المرة بعد تعديل قانون الانتخاب.